# Best At The Time
«Best At The Time» es un sencillo del cantautor y actor canadiense Drew Seeley.

## Información

### Antecedentes
La canción fue lanzada para promocionar la película original de Hallmark Channel del 2010, Freshman Father, donde Seeley es el protagonista.
La canción fue compuesta por Drew Seeley, Brandon Christy y Jeannie Lurie, y producida por estos 2 últimos. La canción no tuvo video oficial.
Seeley anunció en su página web oficial que el sencillo de su película sería lanzado en junio de 2010.

"Chicos, co-escribí esta canción para la película (¡lanzada esta noche!). ¡Pensé que quisieran echarle un vistazo! Vayan a iTunes o Amazon y si les gusta la canción, dejen un comentario. Saludos, D." (Hey guys, I co-wrote this song for the film (which comes out TONIGHT!) Thought you may want to check it out! Head over to Itunes or Amazon and if you like the song, leave a comment! Cheers, D.)
Drew Seeley

## Lista de canciones
| Descarga digital |                    |          |  |
| N.º              | Título             | Duración |  |
| 1.               | «Best At The Time» | 4:11     |  |